# Brunettia ciliaris
Brunettia ciliaris är en tvåvingeart som beskrevs av Duckhouse 1991. Brunettia ciliaris ingår i släktet Brunettia och familjen fjärilsmyggor. Inga underarter finns listade i Catalogue of Life.